# Phrynarachne gracilipes
Phrynarachne gracilipes es una especie de araña cangrejo del género Phrynarachne, familia Thomisidae. Fue descrita científicamente por Pietro Pavesi en 1895.

## Distribución
Esta especie se encuentra en Etiopía.

## Tratamiento taxonómico
La especie aparece registrada y publicada en Esplorazione del Guiba e dei suoi affluenti compiuta dal Cap. Bottego. XVIII. Aracnidi. Annali del Museo Civico di Storia Naturale di Genova 35: 491–537.